# Final Fantasy III
Final Fantasy III (яп. ファイナル ファンタジー III, файнару фантадзі: сурі: або файнару фантадзі: сан ) — японська рольова гра, розроблена і видана компанією Square в 1990 році для платформи Nintendo Family Computer. Це третя частина в серії відеоігор Final Fantasy. У центрі сюжету перебуває група молодих людей, яких магічний кристал робить Воїнами Світла і покладає на них завдання відновити порядок у світі.
Гра, випущена в Японії 27 квітня 1990 року, на Заході не виходила (єдина з усіх частин Final Fantasy). У 2006 році вона була перевидана для Nintendo DS у сучасній 3D-графіці, і з урахуванням сучасних технологій, і в цьому форматі була випущена в США і європейських країнах. Існували плани з розробки ремейку для WonderSwan Color, як це було зроблено з попередніми іграми, але після численних затримок випуск скасували. У 2011 році для платформи iOS було випущено перевидання версії для DS з поліпшеною графікою. У 2012 р. версія для DS вийшла на PSP з невеликими доповненнями, і в тому ж році була портована на платформу Android. Версія для консолі Ouya вийшла в тому ж році, одночасно із запуском продажів цієї консолі.

## Ігровий процес
Ігровий процес містить елементи перших двох ігор Final Fantasy, а також вводить деякі нові. Гравець так само керує групою персонажів, котрі розвиваються і просуваються сюжетом. Противники зазвичай невидимі в процесі переміщення картою світу, тому битви часто виявляються неочікуваними. Битви відбуваються покроково, а їх учасники розміщуються по дві сторони поля бою і не можуть суттєво пересуватися. На початку кожного ходу гравець вибирає дію для кожного зі своїх персонажів (атака, застосування магії, використання речі або зілля, відступ чи крадіжка). У грі було реалізовано систему автоматичної зміни цілі; якщо в попередніх іграх серії персонаж атакував ворога, вбитого минулого ходу, то він просто вдаряв у повітря і з'явиться повідомлення «Не спрацювало». Натомість в третій частині в такому разі він автоматично атакує найближчого ворога.
До гри було повернено систему очок досвіду з оригінальної Final Fantasy, яка була відсутня в Final Fantasy II. У Final Fantasy III з'явилася нова система ігрових класів-професій — на відміну від першої Final Fantasy, де гравець повинен був вибирати ігрові класи на самому початку гри, і Final Fantasy II, в якій класів як таких не було. Професії надають спеціальні можливості і можуть бути вільно змінені, рівень професії зростає незалежно від рівня персонажа.
У цілому в грі присутні 4 постійних героя (в ригыналы безіменні), а також кілька тимчасових (Сід, принцеса Сара, Деш, Елія, принц Алус та інші) та надається на вибір 23 професії:
- Універсал (початкова);
- Воїн, Чернець, Злодій, Білий Маг, Чорний Маг, Червоний Маг — даються Кристалом Вітру;
- Лучник, Лицар, Вчений, Геомант — даються Кристалом Вогню;
- Драгун, Вікінг, Темний Лицар, Заклинатель, Бард — даються Кристалом Води;
- Каратист, Шаман, Волхв, Кликун, Мудрець, Ніндзя — даються Кристалом Землі.
- А також секретна професія Цибулевого Лицаря[5].

## Сюжет
Після землетрусу біля селища Ур в землі відкривається вхід до печери. Четверо сиріт (в оригіналі вони безіменні, в наступних ремейках це Люнет, Арк, Рефія та Інгус) спускаються до печери, де знаходять один з Кристалів Світла, які керують стихіями світу, а саме Кристал Вітру. Кристал наділяє їх частиною своєї сили і покладає на сиріт завдання відновити рівновагу в світі, ставши Воїнами Світла. Згодивишись на виконання цієї місії, підлітки вирушають на зустріч пригодам, ще не уявляючи, що саме повинні робити.
Разом вони прямують в Казус — село, на яке накладено прокляття Джина, якого неможливо перемогти без спеціального кільця. В печері неподалік герої знаходять принцесу Сару, яка хотіла сама перемогти лиходія. Вже п'ятеро, підлітки перемагають Джина, Сара повертається додому, а Воїни Світла прямують в Казус на пошуки Сіда, який володіє літаючим кораблем. Сід передає корабель їм, підлітки з його допомогою руйнують скелю, що закриває прохід через гори, але корабель від цього ламається і четверо героїв йдуть далі пішки.
В місті Канаан вони знаходять дружину Сіда і дівчину Саліну, наречений якої безслідно зник на Піці Дракона. Вилізши на гору, вони стикаються з драконом Багамутом, який відносить їх в своє гніздо як здобич. Там же перебуває і зниклий, Деш, але він нічого не пам'ятає. Втікши з гнізда через підземні ходи, герої потрапляють в Бухту Вікінгів, де розраховують роздобути корабель. Але божество Вікінгів — дракон Непто, чомусь розлючений, тому відплити неможливо. В храмі Непто підлітки бачать статую Непто, в якої немає одного ока, тому дракон і лютує. Знайшовши око і повернувши його на місце, вони задобрюють дракона, за що отримують корабель.
В Печері Древніх герої дізнаються, що їхній континент літає в повітрі над рештою світу. В начиненій механізмами Башті Оуена підлітки зустрічають злу Медузу, яка хоче її зруйнувати, від чого літаючий континент впаде. Після перемоги над нею Деш згадує хто він — один з раси Древніх, які звели башту. Аби не допустити катастрофи, Деш лишається в палаючій башті, а його друзі покидають її.
Згодом вони натрапляють на поселення Карликів, у яких дехто Гуцко викрав священний Льодяний Ріг. Знайшовши і перемігши злодія, Воїни Світла повертаються в поселення, та раптом перед ними постає живий Гуцко і відбирає Ріг. В погоні за ним герої опиняються в печері Кристала Вогню, з якого Гуцко черпає сили. За перемогу над злодієм Кристал Вогню дає підліткам свою силу.
В селищі Токкул герої дізнаються, що чаклун Гайн полонив свого короля, поневолив його народ і викорчував священне Древнє Дерево. Підлітків схоплюють прислужники Гайна і доставляють в замок чаклуна, який виявляється піднятим його чарами над землею Древнім Деревом. Герої перемагають чаклуна, за що король дає їм пристрій, який наділяє їхній корабель можливість літати.
Воїни Світла покидають летючий континент, під яким знаходиться ціла планета, покрита туманом. В тумані вони бачать старий корабель, на якому зустрічають діда і хвору дівчину Елію. Вилікувана силами героїв, вона розповідає, що час в світі навколо зупинений вже тисячу років через пошкоджений Кристал Води. Знайшовши вибитий осколок і приєднавши його до Кристала, герої очікують відновлення ходу часу, але раптом їх атакує чудовисько Кракен. Кракена вдається здолати, але Елія помирає, захищаючи Люнета, а час відновлює свій хід.
Герої отямлюються в світі, який продовжив активне існування, але їхній корабель хтось прикував ланцюгом. В пошуках способу звільнити транспорт підлітки приходять в Золотий Палац честолюбного Голдора, де все, стіни, колони, навіть охорона, зроблені з золота. Там же знаходиться ключ від ланцюга і Четвертий Кристал, та Голдор розбиває Кристал і тікає.
Пригнічені герої звільняють корабель. Пролітаючи над містом Саронія, вони зазнають атаки і здійснюють аварійну посадку. Місто поділене на дві частини, які готові в будь-який момент почати війну, король збожеволів, а його син, принц Алус, зник. Принца вдається швидко знайти, але король сам вигнав його. Тим не менш, герої з принцом ідуть в палац і король неочікувано поселяє їх в покоях. Тої ж ночі король намагається вбити свого сина, та батьківські почуття беруть верх і він вбиває себе, сказавши наостанок, що був під владою чудовиська Гаруди. Чудовисько не змушує на себе чекати і зазнає поразки. Алус стає новим королем, Воїни Світла вирушають далі.
Зустрівши магів Уне і Догу, підлітки виконують їхні доручення і отримують найкращий корабель «Невразливий». Маги змушують героїв вступити з ними в бій і після перемоги пояснюють для чого: після смерті Доги та Уне наповняться силою ключі, що відкривають вхід до Кришталевої  Башти і Забороненої Землі, де знаходиться чаклун Занде — винуватець численних лих, з якими вже стикалися герої. Занде, разом з Уне і Догою, був учнем мага Ноя. Кожен з них мав свій дар, але даром Занде була смертність, не з'ясувавши, що це означає, Занде став одержимий пошуками безсмертя, тому і зупинив час. Але один континент, як побічний ефект, здійнявся в небо. Боячись, що користуючись силами кристалів на ньому, хтось повстане проти чаклуна, той почав посилати на континент своїх слуг.
В Кришталевій Башті знаходиться останній Кристал Світла. Відновивши його силу, герої пробують пройти крізь дзеркало, що веде до Занде, але знерухомлюються чарами дзеркала. На допомогу приходить дух Доги, він знаходить п'ятьох чистих серцем людей, яким допомагали Воїни Світла: Сару, Сіда, живого Деша, Алуса і дідуся з селища Амур. Разом вони знімають чари, герої проходять крізь дзеркало.
В битві із Занде Воїни Світла отримують перемогу, але через його лиходійства баланс між Світлом і Темрявою так порушився, що виникла розумна Хмара Темряви, яка захопила розум чаклуна. Тепер вона загрожує знищити світ. Бій з нею герої програють і падають, здавалося б мертві. П'ятеро союзників силою своєї віри відроджують їх. Воїни Світла зустрічають Воїнів Темряви, які колись врятували світ від його поглинанням Світлом, ті допомагають дістатися до Хмари Темряви. Тепер герої перемагають Хмару Темряви, чим рятують свій світ і відновлюють в ньому баланс між Світлом і Темрявою. Виконавши своє завдання, вони відвідують місця, в яких бували раніше і йдуть кожен своїм шляхом. Сід та Деш знаходять своїх коханих, Алус мудро править країною, Сара закохується в Інгуса, Рефія береться за ковальське ремесло в Казусі, а Арк та Люнет повертаються в рідний Ур (у версії для Famicom всі четверо).

## Цікаві факти
- У DS, IOS та Android версіях кожен персонаж або монстр може отримати більше 9999 очок ушкоджень, при цьому на екрані показуються лише 9999 очок, але загальні ушкодження нараховуютьсяо відповідно до їх реальних розмірів.
- У Final Fantasy III вперше в серії з'явилися істоти мугли і Товстий чокобо.
- Спочатку в DS версії Люнет, Арк, Рефія та Інгус були представлені як просто прийомні діти Топапи, але згодом для кожного героя була написана своя біографія.
- У готелях селищ Ур і Амур є піаніно, на яких Люнет і його друзі можуть зіграти. На ранніх етапах вони робитимуть це невміло, отримуючи несхвалення присутніх, якщо ж повернутися до цих селищ пізніше, персонажі зіграють так, що всі самі кинуться в танець.
- Професія Цибулевого Лицаря має дуже малі, порівняно з іншими, характеристики і не дає особливих умінь, але після досягнення 90 рівня всі характеристики починають стрімку зростати, роблячи Цибулевого Лицаря найсильнішим з-поміж всіх професій.